# 인사야투
"인사야투"는 한국에서 제작된 권영순 감독의 1981년 영화이다. 국정환 등이 주연으로 출연하였고 김기영 등이 제작에 참여하였다.

## 출연

### 주연
- 국정환
- 김태정
- 강희정

## 기타
- 조명: 권수용